# 쓰요시촌
쓰요시촌(津吉村)은 나가사키현 기타마쓰우라군에 있던 촌이다. 

## 지리
히라도섬의 남부에 위치한다.

## 역사
- 1889년 4월 1일 - 정촌제 시행에 의해 기타마쓰우라군 쓰요시촌이 성립하였다.
- 1955년 1월 1일 - 히라도정, 나카노촌, 시시촌, 히모사시촌, 나카쓰라촌, 시지키촌과 합병해 히라도시가 성립하여, 동일 쓰요시촌은 폐지되었다.

## 참고문헌
- 角川日本地名大辞典 42 長崎県